# Boinville-le-Gaillard
Boinville-le-Gaillard és un municipi francès, situat al departament d'Yvelines i a la regió d'Illa de França. L'any 2007 tenia 583 habitants.
Forma part del cantó de Rambouillet, del districte de Rambouillet i de la Comunitat d'aglomeració Rambouillet Territoires.

## Demografia

### Població
El 2007 la població de fet de Boinville-le-Gaillard era de 583 persones. Hi havia 200 famílies, de les quals 43 eren unipersonals (12 homes vivint sols i 31 dones vivint soles), 43 parelles sense fills, 106 parelles amb fills i 8 famílies monoparentals amb fills.
La població ha evolucionat segons el següent gràfic:
Habitants censats

### Habitatges
El 2007 hi havia 220 habitatges, 203 eren l'habitatge principal de la família, 9 eren segones residències i 8 estaven desocupats. 218 eren cases i 1 era un apartament. Dels 203 habitatges principals, 180 estaven ocupats pels seus propietaris, 22 estaven llogats i ocupats pels llogaters i 2 estaven cedits a títol gratuït; 5 tenien dues cambres, 16 en tenien tres, 50 en tenien quatre i 133 en tenien cinc o més. 168 habitatges disposaven pel capbaix d'una plaça de pàrquing. A 72 habitatges hi havia un automòbil i a 124 n'hi havia dos o més.

### Piràmide de població
La piràmide de població per edats i sexe el 2009 era:
| Homes | Edats   | Dones |
| ----- | ------- | ----- |
| 0     | 95 o +  | 0     |
| 4     | 90 a 94 | 4     |
| 4     | 85 a 89 | 4     |
| 0     | 80 a 84 | 4     |
| 4     | 75 a 79 | 4     |
| 4     | 70 a 74 | 4     |
| 4     | 65 a 69 | 4     |
| 8     | 60 a 64 | 12    |
| 28    | 55 a 59 | 16    |
| 36    | 50 a 54 | 28    |
| 24    | 45 a 49 | 28    |
| 24    | 40 a 44 | 24    |
| 16    | 35 a 39 | 20    |
| 12    | 30 a 34 | 8     |
| 4     | 25 a 29 | 12    |
| 13    | 20 a 24 | 8     |
| 16    | 15 a 19 | 20    |
| 12    | 10 a 14 | 12    |
| 32    | 5 a 9   | 4     |
| 8     | 0 a 4   | 16    |

## Economia
El 2007 la població en edat de treballar era de 382 persones, 302 eren actives i 80 eren inactives. De les 302 persones actives 288 estaven ocupades (157 homes i 131 dones) i 15 estaven aturades (4 homes i 11 dones). De les 80 persones inactives 23 estaven jubilades, 31 estaven estudiant i 26 estaven classificades com a «altres inactius».

### Ingressos
El 2009 a Boinville-le-Gaillard hi havia 207 unitats fiscals que integraven 594,5 persones, la mediana anual d'ingressos fiscals per persona era de 23.379 €.

### Activitats econòmiques
Dels 45 establiments que hi havia el 2007, 1 era d'una empresa extractiva, 2 d'empreses alimentàries, 1 d'una empresa de fabricació d'altres productes industrials, 10 d'empreses de construcció, 13 d'empreses de comerç i reparació d'automòbils, 2 d'empreses de transport, 3 d'empreses financeres, 4 d'empreses immobiliàries, 7 d'empreses de serveis i 2 d'entitats de l'administració pública.
Dels 11 establiments de servei als particulars que hi havia el 2009, 2 eren tallers de reparació d'automòbils i de material agrícola, 2 paletes, 1 guixaire pintor, 2 fusteries, 1 lampisteria, 1 electricista i 2 agències immobiliàries.
Els 4 establiments comercials que hi havia el 2009 eren carnisseries.
L'any 2000 a Boinville-le-Gaillard hi havia 8 explotacions agrícoles.

## Equipaments sanitaris i escolars
El 2009 hi havia una escola elemental.

## Poblacions més properes
El següent diagrama mostra les poblacions més properes.